# NGC 7702
NGC 7702 (другие обозначения — PGC 71829, ESO 192-9) — линзообразная галактика (S0) в созвездии Феникс.
Этот объект входит в число перечисленных в оригинальной редакции «Нового общего каталога».